# Africada dental ejetiva
A africada dental ejetiva é um tipo de som consonantal. O símbolo no Alfabeto Fonético Internacional que representa este som é ⟨t̪͡θʼ⟩. 

## Características
- Sua maneira de articulação é africada, o que significa que é produzida primeiro interrompendo totalmente o fluxo de ar e, em seguida, permitindo o fluxo de ar por um canal restrito no local da articulação, causando turbulência.
- Seu ponto de articulação é dental, o que significa que é articulado com a ponta ou a lâmina da língua nos dentes superiores, denominados respectivamente apical e laminal. Observa-se que a maioria das oclusivas e líquidos descritos como dentais são, na verdade, denti-alveolares.
- Sua fonação é surda, o que significa que é produzida sem vibrações das cordas vocais.
- É uma consoante oral, o que significa que o ar só pode escapar pela boca.
- É uma consoante central, o que significa que é produzida direcionando o fluxo de ar ao longo do centro da língua, em vez de para os lados.
- O mecanismo da corrente de ar é ejetivo (glotálico egressivo), o que significa que o ar é forçado para fora bombeando a glote para cima.

## Ocorrência
| Língua     | Língua     | Palavra   | AFI         | Significado | Notas |
| ---------- | ---------- | --------- | ----------- | ----------- | ----- |
| Halkomelem | Halkomelem | pé·ltʼθeʔ | [peːlt̪͡θʼeʔ] | Urubu       |       |